# Newsteadia caledoniensis
Newsteadia caledoniensis är en insektsart som beskrevs av Kozar och Konczne Benedicty 2000. Newsteadia caledoniensis ingår i släktet Newsteadia och familjen vaxsköldlöss.
Artens utbredningsområde är Nya Kaledonien. Inga underarter finns listade i Catalogue of Life.